# Булкишев, Баубек
Баубек Булкишев (1916, Улытау, Улытауский район Карагандинской области, Казахская ССР, СССР — 1944, Новоюльевка, Софиевский район Днепропетровской области, Украинская ССР, СССР) — казахский советский писатель. Писал свои произведения на казахском и русском языках.
Происходит из подрода жылкелды рода баганалы племени найман.
Трудовую деятельность начал счетоводом на молочной ферме родного колхоза «Улытау».
В 1932 году поступил в ФЗО в Карсакпае, готовивший рабочие кадры для Карсакпайского медеплавильного завода, медных рудников Жезказгана и угольных шахт Байконура. Баубек успел поработать на всех этих предприятиях.
В студенческие годы написал поэму «Балалық шақ» («Детство»), а затем рассказ «Ауылдан Алматығa» («Из аула в Алма-Ату», 1935), написанный сразу после переезда в столицу. Писал на казахском и русском языках.
В 1939 году — литературный сотрудник республиканской газеты «Лениншіл жас» (ныне «Жас Алаш»), затем заведующий отделом газеты «Казахстан пионері» (ныне «Улан»).
В 1940 году призван в Красную Армию, учился в Московском военном училище. Участник Великой Отечественной войны. В 1942—1943 годах в газете «Комсомольская правда» опубликованы очерки Булкишева, созданные в форме письма: «О жизни и смерти», «Слушай, Кавказ», «Я хочу жить», «Жизнь принадлежит нам», «Коварство и любовь», «Письмо сыну Востока». Очерки Булкишева военных лет опубликованы в газетах «Социалистік Қазақстан» (ныне «Егемен Казахстан») в переводе Г.Мусрепова. Погиб в 1944 году на Украине после форсирования Днепра рядом с селом Новоюльевка.
Булкишев — автор рассказа «Золотые часы», незавершенного романа «Алма-Ата — город мой».
Сочинения Булкишева вышли в свет в литературных сборниках «Жизнь солдата» (М., 1946); «Журналисты в шинелях» (А.-А., 1968); «Есімізде қанды майдан жорықтары» («Помним мы о военных походах», А., 1968).

## Сочинения
- Заман біздікі, А., 1943;
- Жизнь солдата. М., «Молодая гвардия», 1946 [2];
- Өмір біздікі, A., 1948;
- Өшпес өмір, А., 1965;
- Жауынгер мәңгілігі. А., 1965;
- Адамзатка хат. Шығармалары, А., 1977;
- Заман біздікі, А.. 1984.